# Municipio de Knight
El municipio de Knight (en inglés: Knight Township) es un municipio ubicado en el condado de Vanderburgh en el estado estadounidense de Indiana. En el año 2010 tenía una población de 67945 habitantes y una densidad poblacional de 754,04 personas por km².

## Geografía
El municipio de Knight se encuentra ubicado en las coordenadas 37°58′6″N 87°29′48″O / 37.96833, -87.49667. Según la Oficina del Censo de los Estados Unidos, el municipio tiene una superficie total de 90.11 km², de la cual 88.55 km² corresponden a tierra firme y (1.73%) 1.56 km² es agua.

## Demografía
Según el censo de 2010, había 67945 personas residiendo en el municipio de Knight. La densidad de población era de 754,04 hab./km². De los 67945 habitantes, el municipio de Knight estaba compuesto por el 82.3% blancos, el 11.3% eran afroamericanos, el 0.26% eran amerindios, el 1.4% eran asiáticos, el 0.05% eran isleños del Pacífico, el 1.74% eran de otras razas y el 2.95% pertenecían a dos o más razas. Del total de la población el 3.18% eran hispanos o latinos de cualquier raza.